# Svizzera agli XI Giochi olimpici invernali
La Svizzera partecipò agli XI Giochi olimpici invernali, svoltisi a Sapporo, Giappone, dal 3 al 13 febbraio 1972, con una delegazione di 52 atleti impegnati in sei discipline.

## Medagliere

### Per discipline
| Sport             | Oro | Argento | Bronzo | Totale |
| ----------------- | --- | ------- | ------ | ------ |
| Sci alpino        | 3   | 2       | 1      | 6      |
| Bob               | 1   | 0       | 1      | 2      |
| Salto con gli sci | 0   | 1       | 0      | 1      |
| Sci di fondo      | 0   | 0       | 1      | 1      |
| Totale            | 4   | 3       | 3      | 10     |

### Medaglie
| Medaglia | Atleta                                                   | Sport             | Evento                   |
| -------- | -------------------------------------------------------- | ----------------- | ------------------------ |
| Oro      | Jean Wicki Edy Hubacher Hans Leutenegger Werner Camichel | Bob               | Bob a quattro maschile   |
| Oro      | Bernhard Russi                                           | Sci alpino        | Discesa libera maschile  |
| Oro      | Marie-Theres Nadig                                       | Sci alpino        | Discesa libera femminile |
| Oro      | Marie-Theres Nadig                                       | Sci alpino        | Slalom gigante femminile |
| Argento  | Roland Collombin                                         | Sci alpino        | Discesa libera maschile  |
| Argento  | Edmund Bruggmann                                         | Sci alpino        | Slalom gigante maschile  |
| Argento  | Walter Steiner                                           | Salto con gli sci | Trampolino lungo         |
| Bronzo   | Jean Wicki Edy Hubacher                                  | Bob               | Bob a due maschile       |
| Bronzo   | Werner Mattle                                            | Sci alpino        | Slalom gigante maschile  |
| Bronzo   | Alfred Kälin Albert Giger Alois Kälin Eduard Hauser      | Sci di fondo      | Staffetta maschile       |